# Else Dehli
Else Synnøve Dehli (* 20. November 1932 in Oslo) ist eine norwegische Opernsängerin im Stimmfach Sopran.

## Leben
Else Dehli studierte in ihrer Heimatstadt Oslo Gesang bei Oskar Raaum. Ihre Ausbildung erhielt sie am Mozarteum in Salzburg und an der Musikhochschule Wien. Danach debütierte sie 1961 am Landestheater Detmold als Agathe in Der Freischütz, später als Antonia und Giulietta in Hoffmanns Erzählungen und als Evchen in Wagners Die Meistersinger von Nürnberg. Sie war an den Städtischen Bühnen, dem Stadttheater der Stadt Hagen, engagiert, wo sie unter anderem die Titelrolle in Arabella von Richard Strauss sang. Ihr Debütkonzert gab sie 1962 in der Aula der Universität. Anschließend ließ sie sich für einige Jahre in den USA nieder.
In der Zeit von 1968 bis 1985 war sie Sopranistin an Den Norske Opera, zunächst in der Rolle der Alice Ford in Verdis Falstaff, der Micaela in Bizets Carmen und der Senta in Wagners Der fliegende Holländer, wo sie sich mit Aase Nordmo Løvberg abwechselte. Außerdem sang sie die Mutter in Dallapiccolas Der Gefangene, die Marzelline in Fidelio und wurde bekannt durch Rollen wie Marie in Wozzeck, Sieglinde in Die Walküre, die Kurtisane Giulietta in Offenbachs Hoffmanns Erzählungen, Prinzessin Sylvia in Die Csárdásfürstin, Venus in Tannhäuser, die Titelrolle in Salome, Donna Elvira in Don Giovanni, Leonora in Der Troubadour und Leonore in Die Macht des Schicksals von Verdi, die Titelrollen in Katarina Ismailowa, Tosca und Káťa Kabanová.

## Auszeichnungen
- Musikkritikerpreis 1978 für die Titelrolle in Salomé an der Norwegischen Oper; Regie: Lars Runsten, Choreografie: Kari Blakstad.